# Cerionesta
Cerionesta  (лат.) — род аранеоморфных пауков из подсемейства Dendryphantinae в семействе пауков-скакунов (Salticidae). В роде всего два вида: один распространён в Южной Америке (в Гвиане), а второй на острове Сент-Винсент, который находится в Карибском море.

## Виды
- Cerionesta leucomystax Caporiacco, 1947 — Гвиана
- Cerionesta luteola (Peckham & Peckham, 1893) — Сент-Винсент